# Els pagesos
Els pagesos, originalment publicat el 1952 per l'Editorial Selecta, esdevingué el vuitè volum de l'Obra Completa de Josep Pla publicat el 1968 per Destino. Inclou les obres El pagès i el seu món, El campanaret i El carrer Estret. El primer, El pagès i el seu món, és un assaig ja publicat —de forma més reduïda— el 1949 en castellà sota el títol Viaje a pie on utilitza articles publicats recentment per narrar la vida a pagès. El campanaret, per la seva banda, és una ficció que, mitjançant articles publicats, descriu el poble fictici de Torrentbò, transsumpte de Llofriu. Finalment, el volum també inclou la primera novel·la de Josep Pla, El carrer Estret (1951), situat a la vila imaginària de Torrelles, recreació fictícia de Palafrugell.
Del pròleg d'aquest volum procedeix el mite autoconstruït del «Pla pagès»:
| «           | En el fons del fons, jo no sóc més que un pur i simple pagès —un rústic sofisticat per la cultura dels nostres dies. Em semblà que fer un llibre sobre els pagesos era com parlar de la família | » |
| — Josep Pla | |   |

## El carrer Estret

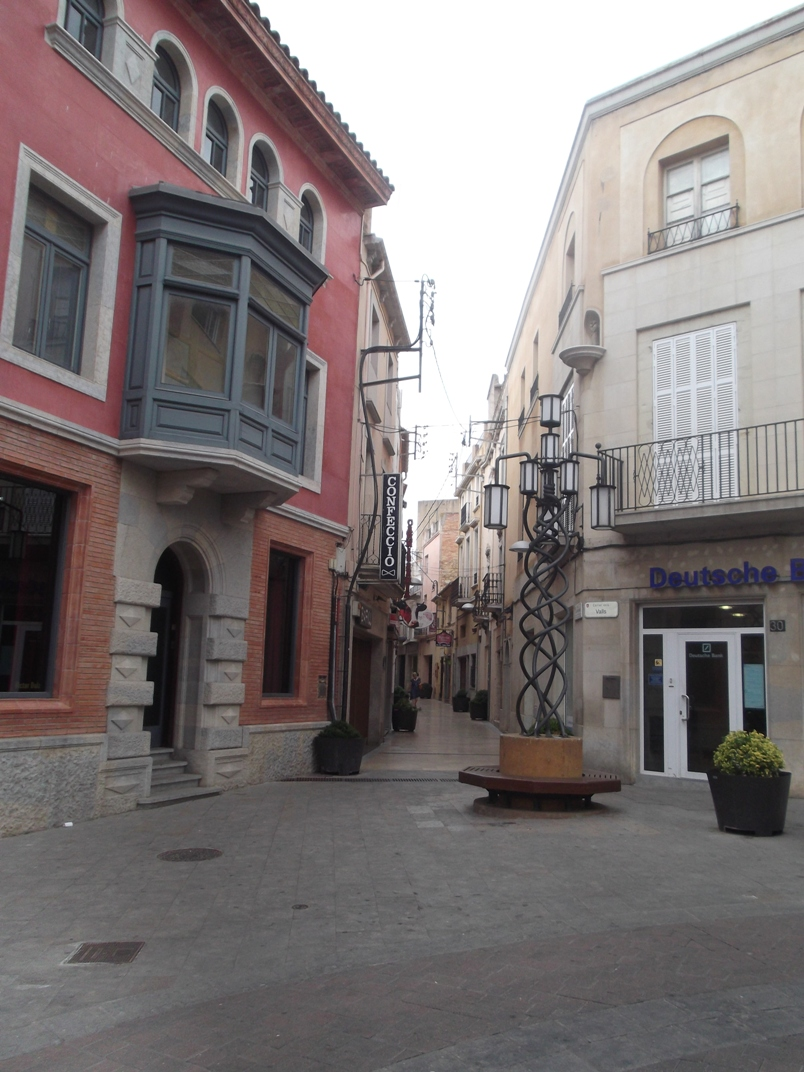
Carrer Estret de Palafrugell

### Història
Escrit de forma àgil i amena entre Palafrugell i Cadaqués, des de la tardor de 1949 fins a la primavera de 1951, aquesta obra, precedida d'un important pròleg de reflexió sobre el gènere novel·lístic, és un dels llibres més famosos i més reeditats de Josep Pla, juntament amb El quadern gris. El carrer Estret va guanyar, la nit literària de Santa Llúcia de 1951, la tercera convocatòria del premi de novel·la Joanot Martorell, concedit per un jurat format per Miquel Llor, Salvador Espriu, Maurici Serrahima, Antoni Vilanova i Josep Miracle.
Gràcies a les gestions de l'editor Josep M. Cruzet, El carrer Estret va poder aparèixer a les llibreries la setmana després d'haver-se-li atorgat el guardó, tot i la censura franquista.

### Argument
El narrador-protagonista és un veterinari de Barcelona que arriba a Torrelles (una població fictícia -que s'identifica amb Palafrugell- que es troba a cavall entre el món agrícola i l'industrial) per ocupar-ne una plaça. De mica en mica, el protagonista s'integra en el poble, amb l'ajuda de la seva cuinera, la Francisqueta, i explica els fets característics i d'interès locals que s'hi van produint. El tarannà del veterinari (manescal) s'identifica amb el mateix Josep Pla.

### Relectures
L'any 2001, amb motiu de la commemoració dels cinquanta anys que l'Editorial Selecta de Josep M. Cruzet va publicar la novel·la El carrer Estret de Josep Pla, es va inaugurar la primera exposició temporal de la Fundació Josep Pla titulada El carrer Estret, la poètica de la banalitat. L'exposició recordava aquest esdeveniment i mostrava alguns documents relacionats amb el moment de la publicació de la novel·la, les primeres reaccions de la crítica i una breu anàlisi de les característiques més remarcables de l'obra. El carrer Estret, la poètica de la banalitat acompanyava el lector a entrar en el joc literari de Pla, on la seducció prové de la mediocritat de la vida quotidiana i de la passió per les «poques coses», gràcies a la «intel·ligència poètica» de l'autor. El mateix any també es va organitzar la Jornada d'Estudi Cinquanta Anys d'El carrer Estret.

### Traduccions
Ha estat traduïda a diversos idiomes, entre els quals:
A l'alemany:
- Enge Strasse, tr. K. Brandt. Zürich, Amman Verlag, 2007

Al castellà:
- La calle estrecha. Barcelona: Ed. Destino, Ancora y Delfín 1952
- La calle estrecha. Barcelona: Ed. Destino, CCC 1998
- La calle estrecha. Barcelona: Ed. Destino, Destinolibro n.º 191, 1982
- La calle estrecha. Barcelona: Ed. Destino, Áncora y Delfín 2001

Al romanès:
- Strada Ingusta, t. C. Anghelina. Bucarest: Rao Publishing House, 2009

Al basc:
- Kale estua. Iruñea: Igela, 2017